# Луховицы (муниципальный округ)
Муниципа́льный о́круг Лухови́цы — муниципальное образование на юго-востоке Московской области России, соответствующее по административно-территориальному делению городу областного подчинения Лухови́цы с административной территорией.
Административный центр — город Луховицы.
До 2017 года — Луховицкий район, административно-территориальная единица (район) и муниципальное образование (муниципальный район). 10 января 2017 года Луховицкий муниципальный район был преобразован в городской округ Луховицы. 23 апреля 2017 Луховицкий административный район был преобразован в город областного подчинения Луховицы с административной территорией.
С 1 января 2025 года городской округ Луховицы преобразован в муниципальный округ Луховицы.

## География
Площадь района составляет 1282,53 км². Городской округ граничит с городскими округами Зарайск,Коломна и Егорьевск Московской области, а также с Рыбновским районом Рязанской области.
Реки: Чёрная, Вобля, Меча, Осётр, Цна. Основная река — Ока.
Район разделен Окой на две примерно равные части. Находящаяся на левом берегу Оки половина района расположена в Мещерской низменности.

## История
Луховицкий район был образован в составе Коломенского округа Московской области 12 июля 1929 года. Район был создан на части территории бывших Луховичской и Григорьевской волостей Зарайского уезда Рязанской губернии. Центром района стало село Луховицы.
В состав района входили сельсоветы: Аксеновский, Алпатьевский, Асошниковский, Астаповский, Буковский, Власьевский, Волоховский, Врачовский, Выкопанский, Гавриловский, Ганькинский, Головачевский, Гольцовский, Горетовский, Городищенский, Городнянский, Григорьевский, Двуглинковский, Долгомостьевский, Ивачевский, Ивняговский, Калянинский, Кареевский, Кончаковский, Кругловский, Кунаковский, Куровский, Ларинский, Луховицкий, Матырский, Мухинский, Нижне-Масловский, Нововнуковский, Новокошелевский, Носовский, Плешковский, Подлесно-Слободский, Псотинский, Рудневский, Солчинский, Срезневский, Сушковский, Троице-Борковский и Шелухинский.
20 мая 1930 года Срезневский с/с был передан в Рыбновский район.
8 января Луховицкий и Белоомутский районы были объединены в Горкинский район с центром на станции Горки. Однако уже 11 мая центр района был перенесён в Луховицы, а сам район переименован в Луховицкий район. На тот момент в его состав входили сельсоветы: Аксеновский, Алпатьевский, Асошниковский, Астаповский, Буковский, Верхне-Белоомутский, Власьевский, Волоховский, Врачовский, Выкопанский, Гавриловский, Ганькинский, Головачевский, Гольцевский, Горетовский, Городищенский, Городнянский, Григорьевский, Двуглинковский, Дединовский, Долгомостьевский, Ивачевский, Ивняговский, Калянинский, Кареевский, Кончаковский, Кругловский, Кунаковский, Куровский, Ларинский, Летовский, Ловецкий, Ловецко-Борковский, Луховицкий, Любичевский, Матырский, Мухинский, Нижне-Белоомутский, Нижне-Масловский, Нововнуковский, Новокошелевский, Носовский, Нудовшинский, Плешковский, Подлесно-Слободский, Псотинский, Радовицкий, Рудневский, Сазоновский, Слемско-Борковский, Солчинский, Сушковский, Троице-Борковский и Шелухинский.
21 апреля 1934 года Летовский, Радовицкий и Сазоновский с/с были переданы в Егорьевский район.
В 1935 году Ивняговский с/с был переименован в Озерицкий.
4 апреля 1939 года Нудовшинский с/с был переименован в Лесной. 7 июля был образован рабочий посёлок Белоомут, а Верхне-Белоомутский и Нижне-Белоомутский с/с упразднены. 17 июля были упразднены Буковский, Волоховский, Ганькинский, Горетовский, Долгомостьевский, Калянинский, Ловецко-Борковский, Псотинский, Сушковский и Шелухинский с/с.
2 июня 1948 года был образован р.п. Луховицы.
14 июня 1954 года были упразднены Асошниковский, Астаповский, Власьевский, Головачевский, Городищенский, Ивачевский, Кареевский, Кругловский, Куровский, Ларинский, Мухинский, Новокошелевский, Плешковский, Подлесно-Слободский, Рудневский и Троице-Борковский с/с.
26 декабря 1956 года был упразднён Выкопанский с/с.
20 июня 1957 года р.п. Луховицы был преобразован в город (Указ Президиума Верховного Совета РСФСР) (Ведомости Верховного Совета СССР. — 1957. — № 16 (883) от 14 августа. — С. 527).
31 июля 1959 года был упразднён Врачовский с/с. Нововнуковский с/с был переименован в Астаповский, Солчинский с/с — во Фруктовский, Двуглинковский — в Краснопоймовский. 5 ноября были упразднены Кунаковский и Луховицкий с/с.
20 августа 1960 года Озерицкий с/с был переименован в Выкопанский.
1 февраля 1963 года Луховицкий район был упразднён. Город Луховицы и р.п. Белоомут были переданы в подчинение городу Коломне, а сельсоветы — Коломенскому укрупнённому сельскому району.
13 января 1965 года Луховицкий район был восстановлен. В его состав вошли город Луховицы, р.п. Белоомут, а также сельсоветы: Аксёновский, Алпатьевский, Астаповский, Выкопанский, Гавриловский, Гольцовский, Городнянский, Григорьевский, Дединовский, Кончаковский, Краснопоймовский, Ловецкий, Любический, Матырский, Нижнемасловский, Носовский, Слемско-Борковский и Фруктовский.
6 мая 1980 года был упразднён Слемско-Борковский с/с.
3 февраля 1994 года сельсоветы были преобразованы в сельские округа.
25 февраля 1998 года был упразднён Любический с/о.
9 января 2017 года законом № 207/2016-ОЗ Луховицкий муниципальный район преобразован в городской округ Луховицы с упразднением всех поселений. Луховицкий район как административно-территориальная единица пока не упразднена.
10 января 2017 года законом № 207/2016-ОЗ муниципальное образование Луховицкий муниципальный район было преобразовано в муниципальное образование городской округ Луховицы с упразднением всех ранее входивших в него 2 городских и 6 сельских поселений.
14 марта 2017 года упразднены сельские поселения Астаповское, Газопроводское, Головачевское, Дединовское, Краснопоймовское и Фруктовское (Постановление Губернатора Московской области от 14 марта 2017 года № 89-ПГ, Официальный Интернет-портал Правительства Московской области http://www.mosreg.ru, 14.03.2017).
29 марта 2017 года рабочий поселок Белоомут отнесен в административное подчинение городу Луховицы (Постановление Губернатора Московской области от 29 марта 2017 года № 126-ПГ, Официальный Интернет-портал Правительства Московской области http://www.mosreg.ru, 29.03.2017).
23 апреля 2017 года административно-территориальная единица Луховицкий район была преобразована в город областного подчинения с административной территорией.

## Население
| 1939    | 1959    | 1970    | 1979    | 1989    | 2002    | 2006    | 2009    | 2010    |
| ------- | ------- | ------- | ------- | ------- | ------- | ------- | ------- | ------- |
| 61 459  | ↘57 156 | ↗57 464 | ↗62 611 | ↗65 534 | ↘63 235 | ↘62 552 | ↘62 509 | ↘58 802 |
| 2011    | 2012    | 2013    | 2014    | 2015    | 2016    | 2017    | 2018    | 2019    |
| ↗58 853 | →58 853 | ↗58 881 | ↘58 669 | ↗58 747 | ↘58 635 | ↗58 648 | ↘58 430 | ↗58 444 |
| 2020    | 2021    | 2023    | 2024    |         |         |         |         |         |
| ↗58 610 | ↗60 407 | ↗60 722 | ↗61 079 |         |         |         |         |         |

### Урбанизация
В городских условиях (город Луховицы и рабочий посёлок Белоомут) проживают 58,57 % населения района.

### Национальный состав
По итогам переписи населения 2020 года проживали следующие национальности (национальности менее 0,1 % и другое, см. в сноске к строке «Другие»):
| Национальность | Численность, чел. | Доля     |
| -------------- | ----------------- | -------- |
| Русские        | 53 268            | 88,18 %  |
| Украинцы       | 320               | 0,53 %   |
| Армяне         | 267               | 0,44 %   |
| Мордва         | 236               | 0,39 %   |
| Татары         | 209               | 0,35 %   |
| Узбеки         | 151               | 0,25 %   |
| Чуваши         | 142               | 0,24 %   |
| Таджики        | 109               | 0,18 %   |
| Белорусы       | 91                | 0,15 %   |
| Молдаване      | 63                | 0,10 %   |
| Другие         | 5551              | 9,19 %   |
| Итого          | 60 407            | 100,00 % |

## Муниципально-территориальное устройство
С 2006 до 2017 гг в Луховицкий муниципальный район входили 2 городских и 6 сельских поселений:
| № | Городские и сельские поселения      | Административный центр     | Количество населённых пунктов | Население | Площадь , км2 |
| - | ----------------------------------- | -------------------------- | ----------------------------- | --------- | ------------- |
| 1 | Городское поселение Белоомут        | рабочий посёлок Белоомут   | 5                             | ↘6107     | 263,25        |
| 2 | Городское поселение Луховицы        | город Луховицы             | 2                             | ↗30 312   | 117,01        |
| 3 | Сельское поселение Астаповское      | посёлок совхоза «Астапово» | 21                            | ↘3506     | 188,00        |
| 4 | Сельское поселение Газопроводское   | посёлок Газопроводск       | 30                            | ↘4872     | 255,25        |
| 5 | Сельское поселение Головачёвское    | деревня Головачёво         | 14                            | ↘3607     | 69,25         |
| 6 | Сельское поселение Дединовское      | село Дединово              | 9                             | ↘3379     | 276,25        |
| 7 | Сельское поселение Краснопоймовское | посёлок Красная Пойма      | 3                             | ↗3357     | 67,50         |
| 8 | Сельское поселение Фруктовское      | посёлок Фруктовая          | 9                             | ↘3508     | 91,00         |

10 января 2017 года все поселения упразднены с преобразованием муниципального района в городской округ.

## Населённые пункты
| №  | Населённый пункт                     | Тип                             | Население | бывшее муниципальное образование    |
| -- | ------------------------------------ | ------------------------------- | --------- | ----------------------------------- |
| 1  | Аксёново                             | деревня                         | ↘389      | сельское поселение Головачёвское    |
| 2  | Алпатьево                            | село                            | ↘231      | сельское поселение Газопроводское   |
| 3  | Асошники                             | деревня                         | ↘90       | сельское поселение Астаповское      |
| 4  | Астапово                             | деревня                         | ↘155      | сельское поселение Астаповское      |
| 5  | Астапово                             | село                            | ↘19       | сельское поселение Газопроводское   |
| 6  | Барсуки                              | деревня                         | ↘43       | сельское поселение Газопроводское   |
| 7  | Белоомут                             | посёлок городского типа         | ↗5968     | городское поселение Белоомут        |
| 8  | Беляево                              | деревня                         | ↗1        | сельское поселение Фруктовское      |
| 9  | Берхино                              | деревня                         | ↘7        | сельское поселение Астаповское      |
| 10 | Буково                               | деревня                         | ↘47       | сельское поселение Фруктовское      |
| 11 | Булгаково                            | деревня                         | ↗13       | сельское поселение Астаповское      |
| 12 | Власьево                             | деревня                         | ↘21       | сельское поселение Астаповское      |
| 13 | Волохово                             | деревня                         | ↗11       | сельское поселение Газопроводское   |
| 14 | Врачово                              | деревня                         | ↗201      | сельское поселение Фруктовское      |
| 15 | Врачово-Горки                        | посёлок                         | ↘782      | сельское поселение Фруктовское      |
| 16 | Выкопанка                            | деревня                         | ↗359      | сельское поселение Головачёвское    |
| 17 | Гавриловское                         | село                            | ↗104      | сельское поселение Газопроводское   |
| 18 | Газопроводск                         | посёлок                         | ↘1134     | сельское поселение Газопроводское   |
| 19 | Ганькино                             | деревня                         | ↘78       | сельское поселение Газопроводское   |
| 20 | Гидроузел                            | посёлок                         | ↘16       | городское поселение Белоомут        |
| 21 | Головачёво                           | деревня                         | ↘1055     | сельское поселение Головачёвское    |
| 22 | Гольный Бугор                        | деревня                         | →28       | сельское поселение Дединовское      |
| 23 | Гольцово                             | деревня                         | ↗31       | сельское поселение Головачёвское    |
| 24 | Горетово                             | село                            | ↗95       | сельское поселение Краснопоймовское |
| 25 | Городище                             | село                            | ↘10       | сельское поселение Газопроводское   |
| 26 | Городище                             | деревня                         | ↘70       | сельское поселение Головачёвское    |
| 27 | Городна                              | село                            | ↘476      | сельское поселение Астаповское      |
| 28 | Григорьевское                        | село                            | ↘690      | сельское поселение Газопроводское   |
| 29 | Двуглинково                          | деревня                         | ↘152      | сельское поселение Краснопоймовское |
| 30 | Дединово                             | село                            | ↘1863     | сельское поселение Дединовское      |
| 31 | Долгомостьево                        | село                            | ↘45       | сельское поселение Газопроводское   |
| 32 | Жеребятники                          | деревня                         | →2        | сельское поселение Газопроводское   |
| 33 | Зекзюлино                            | деревня                         | →4        | сельское поселение Астаповское      |
| 34 | Золотухино                           | деревня                         | →0        | сельское поселение Астаповское      |
| 35 | Ивачево                              | деревня                         | ↘19       | сельское поселение Головачёвское    |
| 36 | Ивняги                               | деревня                         | ↘113      | сельское поселение Фруктовское      |
| 37 | Игнатьево                            | деревня                         | →2        | сельское поселение Астаповское      |
| 38 | Ильясово                             | деревня                         | ↘8        | сельское поселение Астаповское      |
| 39 | Каданок                              | посёлок                         | ↘34       | городское поселение Белоомут        |
| 40 | Калянинское                          | деревня                         | ↘29       | сельское поселение Газопроводское   |
| 41 | Кареево                              | деревня                         | ↘74       | сельское поселение Газопроводское   |
| 42 | Клементьево                          | деревня                         | ↗3        | сельское поселение Астаповское      |
| 43 | Кончаково                            | деревня                         | ↗39       | сельское поселение Газопроводское   |
| 44 | Красная Пойма                        | посёлок                         | ↗3510     | сельское поселение Краснопоймовское |
| 45 | Круглово                             | деревня                         | ↗129      | сельское поселение Астаповское      |
| 46 | Курово                               | село                            | ↘120      | сельское поселение Газопроводское   |
| 47 | Ларино                               | деревня                         | ↗109      | сельское поселение Головачёвское    |
| 48 | Лесное                               | деревня                         | ↘12       | сельское поселение Дединовское      |
| 49 | Лисьи Норы                           | деревня                         | ↗419      | сельское поселение Дединовское      |
| 50 | Ловецкие Борки                       | деревня                         | ↘30       | сельское поселение Дединовское      |
| 51 | Ловцы                                | село                            | ↘1073     | сельское поселение Дединовское      |
| 52 | Луховицы                             | город                           | ↘29 808   | городское поселение Луховицы        |
| 53 | Лучканцы                             | деревня                         | ↗7        | сельское поселение Газопроводское   |
| 54 | Любичи                               | село                            | ↘206      | сельское поселение Дединовское      |
| 55 | Марьина Гора                         | деревня                         | ↘86       | сельское поселение Газопроводское   |
| 56 | Матвеевка                            | деревня                         | ↘17       | сельское поселение Газопроводское   |
| 57 | Матыра                               | село                            | ↗988      | сельское поселение Астаповское      |
| 58 | Моховое                              | деревня                         | ↘0        | городское поселение Белоомут        |
| 59 | Мухино                               | деревня                         | ↘45       | сельское поселение Газопроводское   |
| 60 | Нижне-Маслово                        | село                            | ↘555      | сельское поселение Газопроводское   |
| 61 | Новокошелево                         | деревня                         | →78       | сельское поселение Газопроводское   |
| 62 | Новокунаково                         | деревня                         | ↘37       | сельское поселение Астаповское      |
| 63 | Новоходыкино                         | деревня                         | ↘1        | сельское поселение Астаповское      |
| 64 | Носово-1                             | деревня                         | ↗61       | сельское поселение Газопроводское   |
| 65 | Носово-2                             | деревня                         | ↘62       | сельское поселение Газопроводское   |
| 66 | Озерицы                              | деревня                         | ↘144      | сельское поселение Фруктовское      |
| 67 | Ольшаны                              | деревня                         | ↗8        | сельское поселение Дединовское      |
| 68 | Орешково                             | посёлок                         | ↗61       | сельское поселение Газопроводское   |
| 69 | Павловское                           | деревня                         | ↗653      | сельское поселение Газопроводское   |
| 70 | Перевицкий Торжок                    | деревня                         | ↗291      | сельское поселение Фруктовское      |
| 71 | Плешки                               | деревня                         | ↗64       | сельское поселение Астаповское      |
| 72 | Подлесная Слобода                    | село                            | ↗306      | сельское поселение Головачёвское    |
| 73 | Подлипки                             | деревня                         | ↘9        | сельское поселение Головачёвское    |
| 74 | Посёлок отделения совхоза «Дединово» | посёлок                         | ↗33       | сельское поселение Дединовское      |
| 75 | Посёлок совхоза «Астапово»           | посёлок                         | ↘1224     | сельское поселение Астаповское      |
| 76 | Посёлок станции Чёрная               | посёлок железнодорожной станции | ↗41       | городское поселение Луховицы        |
| 77 | Протасово                            | деревня                         | ↗4        | сельское поселение Газопроводское   |
| 78 | Псотино                              | деревня                         | ↘288      | сельское поселение Головачёвское    |
| 79 | Руднево                              | деревня                         | ↗14       | сельское поселение Газопроводское   |
| 80 | Сарыбьево                            | деревня                         | →31       | сельское поселение Астаповское      |
| 81 | Сельхозтехника                       | посёлок                         | ↘764      | сельское поселение Головачёвское    |
| 82 | Слемские Борки                       | село                            | ↘11       | городское поселение Белоомут        |
| 83 | Солчино                              | деревня                         | ↘98       | сельское поселение Фруктовское      |
| 84 | Старовнуково                         | деревня                         | ↘0        | сельское поселение Астаповское      |
| 85 | Старокошелево                        | деревня                         | ↗48       | сельское поселение Газопроводское   |
| 86 | Староходыкино                        | деревня                         | ↗26       | сельское поселение Астаповское      |
| 87 | Строилово                            | деревня                         | ↗45       | сельское поселение Головачёвское    |
| 88 | Торжнево                             | деревня                         | ↘0        | сельское поселение Головачёвское    |
| 89 | Троицкие Борки                       | село                            | ↗75       | сельское поселение Астаповское      |
| 90 | Тюнино                               | деревня                         | ↘35       | сельское поселение Газопроводское   |
| 91 | Фёдоровское                          | деревня                         | →10       | сельское поселение Газопроводское   |
| 92 | Фруктовая                            | посёлок                         | ↘1763     | сельское поселение Фруктовское      |
| 93 | Чуприково                            | деревня                         | ↗56       | сельское поселение Головачёвское    |

## Общая карта
Легенда карты:
|  | Более 20 000 жителей |
|  | 2000—10 000 жителей  |
|  | 1000—2000 жителей    |
|  | 500—1000 жителей     |
|  | Менее 500 жителей    |

## Политика
Руководит Луховицким муниципальным районом — глава района.
Коммунист Анатолий Алексеевич Михайлов, занимавший эту должность с 5 марта 2009 года, сложил с себя полномочия по собственному желанию в связи с ухудшением состояния здоровья. 12 мая 2014 года Совет депутатов Луховицкого муниципального района отставку принял.
Глава Луховицкого муниципального района избирается Советом депутатов Луховицкого района из своего состава. Руководитель администрации района назначается на работу по контракту.
В районе представлены все политические партии России.

## Экономика
В районе действует «Луховицкий машиностроительный завод», производящий авиационную технику; Луховицкая швейная фабрика; молочный, мукомольный и консервный заводы.

## Транспорт
Район располагает развитой сетью автомобильных дорог с твердым покрытием протяженностью более 600 км. По его территории проходят федеральная автомобильная трасса М-5 «Урал», железнодорожная магистраль Московско-Рязанского отделения Московской железной дороги.

## Достопримечательности
- Казанская церковь (1754 год) села Сушково,
- Церковь Рождества Богородицы (XVII век),
- Троицкая церковь (XVI век).
- Памятник «Огурцу-кормильцу»
- Памятник почтальону Печкину (2009)

В окрестностях Луховиц расположено село Дединово, исторический центр русского судостроения, а также село Перевицкий Торжок — когда-то древний город Перевитск.

## Средства массовой информации
- Газета «Луховицкие вести»
- Газета «Луховицкий горожанин»
- Телеканал «Ринг»
- Телеканал «ИНКО-ТВ»
- Газета «Луховинь»